# Kochan
Kochan (en búlgaro: Кочан) es un pueblo de Bulgaria perteneciente al municipio de Satovcha en la provincia de Blagóevgrad.

## Demografía
En 2011 tiene 2615 habitantes, de los cuales el 53,15% son étnicamente búlgaros y el 1,68% gitanos.
En anteriores censos su población ha sido la siguiente:
| Gráfica de evolución demográfica de Kochan entre 1934 y 2011 |
|                                                              |